# Stadio Marcantonio Bentegodi (1906-1963)
Lo stadio Marcantonio Bentegodi è stato un impianto calcistico di Verona, situato nella zona di piazza Cittadella. Costruito nel 1910, è comunemente ricordato come Vecchio Bentegodi (o Vecio Bentegodi in dialetto veronese).
Fu sede delle partite di varie squadre cittadine tra cui il Bentegodi Verona (che lo utilizza dal 1919 al 1928) e l'Hellas (che lo aveva  utilizza dal 1910 al 1914).
All'inizio della stagione 1929-1930, dopo la fusione fra Hellas e Bentegodi, il Comune, dopo aver completamente ristrutturato il vecchio "campo di piazza Cittadella" (così era chiamato questo campo in precedenza), lo trasforma nello "Stadio Bentegodi" usufruendo delle facilitazioni finanziarie definite dalla legge per la realizzazione dei campi sportivi del Littorio.
Il Verona lo utilizza dal 1927 al 1933 (in precedenza i gialloblu disputavano i propri incontri interni sul campo di Borgo Venezia). Questo campo vide il proprio esordio dei veronesi in Serie A nella stagione 1957-1958.
Venne soppiantato nel 1963 dal nuovo e omonimo impianto.
Il 1º ottobre 1933 ospitò l'undicesima edizione dei campionati italiani assoluti di atletica leggera femminili.
Nel 1987, al suo posto, è stato costruito un parcheggio sotterraneo.